# Tato, nie bój się dentysty
Tato, nie bój się dentysty – polski film fabularno-animowany z 1985 roku w reż. Zofii Ołdak. 

## Opis fabuły
Pewien mężczyzna, odważny spadochroniarz, ma problem z bolącym zębem, jednak boi się pójść do dentysty. Zaprowadza go do niego jego kilkuletni syn. W gabinecie oprócz dentysty oczekuje go pluszowa zabawka – "Piesek w kratkę", którą mężczyzna pamięta z okresu swojego dzieciństwa. Lekarz, odtwarzając mężczyźnie na magnetowidzie filmy z udziałem pieska, powoduje, że ten, pochłonięty oglądaniem ulubionego bohatera dzieciństwa, nie zwraca uwagi na zabiegi i dzięki temu może dokonać ekstrakcji bolącego zęba. 

## Obsada aktorska
- Marian Glinka – tato
- Wojciech Pokora – dentysta
- Światosław Kuźnik – synek
- Katarzyna Betcher – pacjentka u dentysty
- Grzegorz Klimiuk – chłopiec z piłką
- Anna Skaros – głos pieska

## O filmie
Film był autorskim dziełem Zofii Ołdak, która była jego reżyserem, scenarzystą, scenografem i opracowała do niego dialogi. Wykorzystała w nim obszerne fragmenty cyklu filmów animowanych własnego autorstwa z lat 1968-1971 o przygodach "Pieska w kratkę" wmontowanych w fabułę filmu. Były to: Sam jak pies (1968),  Piesek w kratkę (1968), ...Gdybym był... (1969), Szeryf Długie Ucho (1971), Pies w cyrku (1971), Gol (1971), Pies w kuchni (1971). 
Piosenkę tytułową zaśpiewała Maryla Rodowicz. Oprócz niej można w nim usłyszeć wykonawców: Igę Cembrzyńską, Wojciecha Pokorę, Mieczysława Czechowicza, Wiesława Michnikowskiego, Annę Skaros i Alibabki. 